# Giuseppe Baresi
Giuseppe Baresi (Travagliato, 7 de Fevereiro de 1958) é um ex-futebolista italiano.

## Carreira
Irmão mais velho de Franco, ídolo no rival Milan, Giuseppe estreou profissionalmente na equipe da Internazionale durante a temporada 1977-78, onde permanecera por mais dezesseis temporadas, disputando 559 partidas e marcandos treze gols. Em 1992, aos 34 anos, transferiu-se para o pequeno Modena, que disputava séries inferiores, onde jogou durante as suas últimas duas temporadas como profissional, tendo terminado a sua carreira aos 36 anos de idade.

## Seleção Italiana
Pela Azzurra, Baresi nunca despontou como seu irmão mais novo, tendo atuado apenas dezoito vezes pela equipe principal (também disputou mais catorze partidas nas categorias de base, marcando um gol). Esteve presente na Eurocopa 1980  e na Copa do México.

## Após parar
Três anos após abandonar a carreira profissional, acabou assumindo as categorias de base da Inter, conquistando importantes títulos nacionais durante o período em que esteve no comando, além de ser responsável por revelações como Obafemi Martins e Mario Balotelli. Em 2 de junho de 2008, foi nomeado assistente técnico do português José Mourinho, recém-contratado.

## Títulos
Internazionale:
- Campeonato Italiano: 1979-80, 1988–89
- Copa da UEFA: 1990-91
- Copa da Itália: 1977-78, 1981-82
- Supercopa da Itália: 1989